# E016
|  | No s'ha de confondre amb E16. |

La ruta europea E016 és una carretera que forma part de la Xarxa de carreteres europees. Comença a Zapadnoe (Kazakhstan) i finalitza a Astanà (Kazakhstan). Té una longitud de 490 km. Té una orientació de nord a sud.